# Woman Like Me
«Woman Like Me», —en español: Mujer como yo— es el primer sencillo del quinto álbum de estudio del grupo británico Little Mix  titulado LM5 (2018) en colaboración con la rapera y cantante Trinito-estadounidense Nicki Minaj. Fue lanzada al mercado musical el 12 de octubre de 2018, bajo el sello discográfico Syco Music.

## Antecedentes
La canción fue anunciada en un video publicado en las redes sociales el 30 de septiembre, con el grupo cantando una porción de la canción a capela. A principios de septiembre, habían publicado un video de ellas grabando una pista en el estudio.

## Composición
«Woman Like Me» es una canción de reggae fusión y R&B, con un groove urbano. La cantante británica Jess Glynne dijo que escribió la canción para su álbum Always In Between (2018), junto a Ed Sheeran y Steve Mac, pero que "no encajaba con hacía donde se dirigía el álbum", así que le dio la canción a Little Mix para que la grabara. Un miembro de la banda femenina Leigh-Anne Pinnock, dijo después de que la canción fuera entregada a Little Mix por Sheeran y Glynne, que: 

Entré en el estudio y modifiqué pequeños bits, y lo hicimos un poco más personal para nosotras.

## Presentaciones en vivo

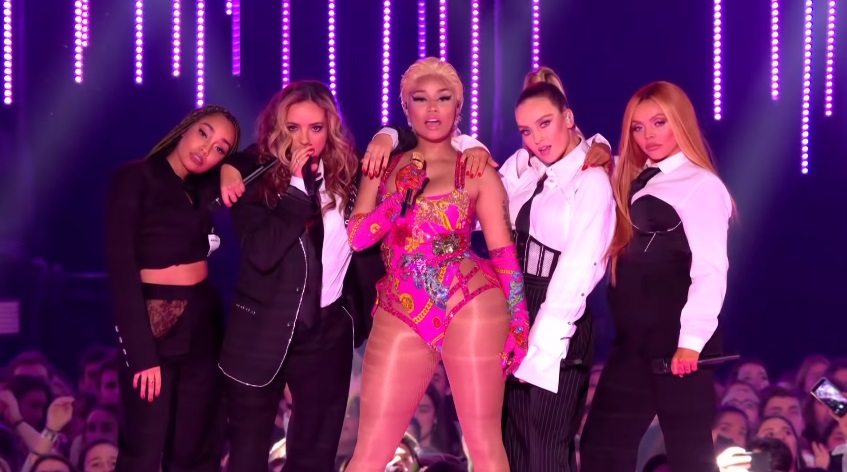
Little Mix junto a Nicki Minaj en los MTV EMAs 2018.

Little Mix interpretó «Woman Like Me» por primera vez en los BBC Radio 1's Teen Awards junto con sus otros sencillos «Shout Out to My Ex», «Touch» y «Only You» el 21 de octubre de 2018. La primera presentación televisada de la canción fue en el programa The X Factor el 28 de octubre. La primera presentación junto a Minaj se llevó a cabo en los MTV Europe Music Awards el 4 de noviembre. El 17 de noviembre se transmitió la presentación del sencillo grabada para el primer episodio de la cuarta temporada del programa "Michael McIntyre's Big Show" en Reino Unido. El 9 de diciembre se presentan en la semifinal del programa de baile británico Strictly Come Dancing interpretando el sencillo y realizando una coreografía junto a cuatro bailarinas del certamen.
El 1 de febrero de 2019 se presentaron en la novena temporada del reality holandés "The Voice of Holland" interpretando el sencillo junto a las participantes Debrah Jade y Kimberly Fransens. El 20 de febrero interpretan una nueva versión de «Woman Like Me» en los Premios Brit junto a la rapera británica Ms Banks. El 7 de marzo interpretan el sencillo como parte de su presentación en los premios Global en Reino Unido.

## Video musical
Se reportó que el grupo filmó el video musical aproximadamente por el mes de septiembre. Pinnock dijo sobre el video que "es personalmente uno de mis videos favoritos que hemos filmado. Lo que me encanta de esto es que la mayor parte del video somos nosotras como grupo. Apenas tenemos solos. Nunca hemos hecho eso antes". El video fue lanzad el 28 de octubre en Vevo y fue dirigido por Marc Klasfeld. La locación donde fue filmado fue en Knebworth House, Hertfordshire.

## Formatos y lista de canciones
- Descarga digital[21]

1. "Woman Like Me" (con Nicki Minaj) – 3:48

- Descarga digital - Wideboys remix[22]

1. "Woman Like Me" Wideboys Remix  – 2:53

- Descarga digital - Banx and Ranx remix

1. "Woman Like Me" Banx and Ranx Remix  – 3:05

- Descarga digital[23]

1. "Woman Like Me" (con Ms Banks) – 3:22

- Descarga digital - Da Beatfreakz remix[23]

1. "Woman Like Me" (con Ms Banks) Da Beatfreakz Remix – 3:09

## Posicionamiento en las listas
| País             | Lista                                    | Mejor posición |
| ---------------- | ---------------------------------------- | -------------- |
| Alemania         | Official German Charts                   | 53             |
| Australia        | ARIA                                     | 23             |
| Austria          | Ö3 Austria Top 40                        | 33             |
| Bélgica Flanders | Ultratop Flanders                        | 28             |
| Bélgica Wallonia | Ultratip Wallonia                        | 3              |
| Canadá           | Billboard Canadian Hot 100               | 60             |
| Croacia          | HRT                                      | 33             |
| Escocia          | Scottish Singles                         | 2              |
| Eslovaquia       | Singles Digitál Top 100                  | 19             |
| Estados Unidos   | Billboard Bubbling Under Hot 100 Singles | 4              |
| Grecia           | IFPI                                     | 7              |
| Hungría          | Stream Top 40                            | 16             |
| Hungría          | Single Top 40                            | 23             |
| Irlanda          | IRMA                                     | 3              |
| Italia           | FIMI                                     | 79             |
| Japón            | Billboard Hot 100 Japón                  | 87             |
| Líbano           | Lebanese Top 20                          | 6              |
| Noruega          | VG-lista                                 | 32             |
| Nueva Zelanda    | Hot 40 Singles (RMNZ)                    | 2              |
| Nueva Zelanda    | RMNZ                                     | 23             |
| Países Bajos     | Single Top 100                           | 27             |
| Portugal         | AFP                                      | 30             |
| Reino Unido      | UK Singles Chart                         | 2              |
| República Checa  | Singles Digitál Top 100                  | 29             |
| Rumania          | Airplay 100                              | 52             |
| Singapur         | RIAS                                     | 16             |
| Suecia           | Sverigetopplistan                        | 65             |
| Suiza            | Schweizer Hitparade                      | 31             |

## Certificaciones
| País (organismo certificador) | Ventas   | Certificación |
| ----------------------------- | -------- | ------------- |
| Australia (ARIA)              | Platino  | 70,000        |
| Brasil (PMB)                  | Diamante | 160 000       |
| Canadá (MC)                   | Oro      | 40,000        |
| México (AMPROFON)             | Oro      | 30,000        |
| Noruega (IFPI)                | Oro      | 30,000        |
| Polonia (ZPAV)                | Platino  | 20,000        |
| Reino Unido (BPI)             | Platino  | 600,000       |